# Abronia

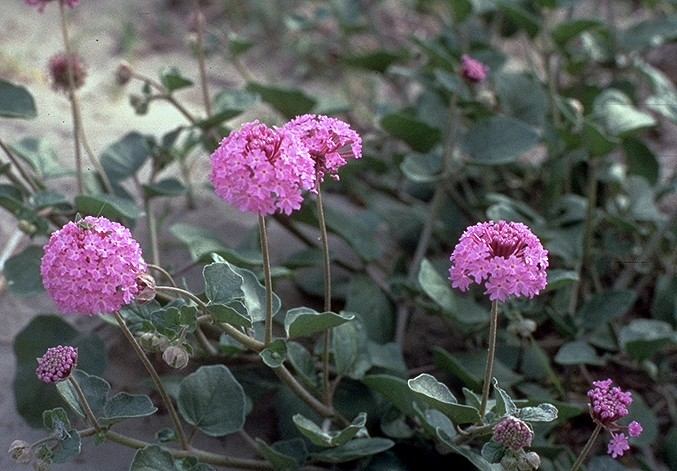
Abronia ameliae.

Abronia es un género de plantas herbáceas caducas o perennes de la familia Nyctaginaceae. Comprende 86 especies descritas y de estas, solo 20 aceptadas.

## Distribución
Son nativas del oeste de Norteamérica desde Yellowstone National Park, Wyoming sur y oeste de Texas, California y norte de México, donde crece sobre tierras secas y soleadas. Son muy atractivas como plantas de jardín en lugares secos.
Las raíces dulces de Abronia fragrans y Abronia latifolia, llegan a alcanzar los 60 cm de longitud y son comestibles como raíz vegetal.

## Taxonomía
El género fue descrito por Antoine Laurent de Jussieu y publicado en Genera Plantarum 448–449. 1789. La especie tipo es: Abronia umbellata Lam.
Etimología
Abronia: nombre genérico que deriva de la palabra griega: abros que significa "elegante o delicada", en referencia a la aparición de las brácteas debajo de las flores.

## Especies aceptadas
A continuación se brinda un listado de las especies del género Abronia aceptadas hasta octubre de 2014, ordenadas alfabéticamente. Para cada una se indica el nombre binomial seguido del autor, abreviado según las convenciones y usos.
- Abronia alpina Brandegee
- Abronia ameliae Lundell
- Abronia ammophila Greene
- Abronia angustifolia Greene
- Abronia argillosa S.L.Welsh & Goodrich
- Abronia bigelovii Heimerl
- Abronia bolackii N.D.Atwood, S.L.Welsh & K.D.Heil
- Abronia carnea Greene
- Abronia crux-maltae Kellogg
- Abronia elliptica A.Nelson
- Abronia fragrans Nutt. ex Hook.
- Abronia gracilis Benth.
- Abronia latifolia Eschsch.
- Abronia macrocarpa L.A.Galloway
- Abronia maritima Nutt. ex S.Watson
- Abronia mellifera Douglas ex Hook.
- Abronia micrantha Torr.
- Abronia nana S.Watson
- Abronia nealleyi Standl.
- Abronia parviflora Kunth
- Abronia pogonantha Heimerl
- Abronia turbinata Torr. ex S.Watson
- Abronia umbellata Lam.
- Abronia villosa S.Watson